# 山西省立国民师范学校
山西省立国民师范学校，为1919年6月，由晋系军阀阎锡山在山西太原创建的一所专门培养全省小学教师的师范学校。大量国共将领从该校毕业，并影响中国近代历史发展。

## 历史
1919年6月，该校创建，由学校校本部、体育场、农场三部组成，整个校园占地面积20万平方米。课程开设国语、数学、历史、军事训练、实习工厂等科目。徐向前、薄一波、程子华、王世英等中共将领均由该校毕业。1936年，因为国共矛盾加剧，该校停办。 